# 土屋統督
土屋 統督（つちや のりおさ、1935年3月2日 - ）は、日本のアナウンサー、ニュースキャスターである。
東京都出身。北海道大学理学部数学科卒業。

## 略歴
1959年4月、TBSにアナウンサー6期生として入社（同期には池田孝一郎・石井智・川野昌宏・里見恭夫・新堀俊明・藤田和弘・料治直矢・相場君子・今井登茂子・加藤かな子・加藤珪子・土井誉子・蛭田玲子）。主にニュース、報道番組を担当。報道局ニュース部（1963年11月1日）、ニュース取材部（1965年12月）、ラジオニュース部（1967年10月）に在籍。1967年11月15日にアナウンサー研修室を設置に伴い報道局ラジオニュース部兼アナウンサー研修室付となる。その後テレビ本部報道局ラジオニュース部（1970年7月）、テレビニュース部（1972年11月）、報道制作部兼テレビニュース部（1973年3月）、報道制作部兼テレビニュース部兼ラジオ本部ラジオ局ニュース部アナウンス室（1974年2月）、報道総局アナウンス部兼ラジオ総局情報制作局ニュース・情報センター部（1989年1月）、総務局視聴者センター（1989年6月）、ラジオ総局ラジオ編成制作局情報センター（1992年4月）、総務局視聴者サービス部（1995年2月）に在籍し、1995年3月、TBSを定年退職。

## 出演番組
- 若山弦蔵の東京ダイヤル954（TBSラジオ）
- 榎さんのおはようサンデー（TBSラジオ）
- ハローナイト（1986年、TBSラジオ）ニュースキャスター[7][8]
- JNNニュースデスク（1978年、TBSテレビ）[7][8]
- JNNニュース（TBSテレビ）[11]
- JNNニュースコープ（TBSテレビ）ナレーション